# Sergio Vescovo
Sergio Vescovo (Gorizia, 1921 – Ssolonzy, 19 ottobre 1942) è stato un militare italiano, insignito della medaglia d'oro al valor militare alla memoria nel corso della seconda guerra mondiale.

## Biografia
Nacque a Gorizia nel 1921, figlio di Giovanni e Maria Cetereic. Studente presso l'Istituto magistrale della sua città natale chiese, invano, di partecipare alla guerra di Spagna, richiesta rifiutata a causa della giovane età. Chiamato a prestare servizio militare di leva nel Regio Esercito nel gennaio 1940, e lasciato in congedo illimitato in quanto orfano di guerra, all'atto dell'entrata in guerra del Regno d'Italia, avvenuta il 10 giugno 1940, ottenne di far parte di una formazione militare combattendo sul fronte occidentale riportando una ferita ad una gamba. Chiamato in servizio attivo nel maggio 1942 ed assegnato per inidoneità fisica al deposito del 37º Reggimento fanteria della 3ª Divisione fanteria "Ravenna" in Alessandria, riusciva a partire un mese dopo per la Russia con il reggimento mobilitato per combattere sul fronte orientale. Cadde in combattimento a Ssolonzy il 19 ottobre 1942 e fu successivamente insignito della medaglia d'oro al valor militare alla memoria. Inizialmente sepolto a Filonowo, in Ucraina, la salma venne successivamente traslata nel cimitero di Trieste. Una caserma di Purgessimo di Cividale del Friuli ha portato il suo nome.

### Fonti
1. ↑  Gruppo Medaglie d'Oro al Valore Militare 1965, p. 96.
2. 1 2 3 4 5  Combattenti Liberazione.
3. ↑   Vescovo, Sergio, su quirinale.it, Presidenza della Repubblica Italiana. URL consultato il 19 luglio 2020.
4. ↑  Registrato alla Corte dei conti il 12 novembre 1944, registro 8 guerra, foglio 7.